# Rasmus Rasmussen (højesteretsdommer)
 Der er flere personer med dette navn, se Rasmus Rasmussen.
Rasmus Rasmussen (ca. 1680 – 31. januar 1753) var en dansk højesteretsassessor.
Han blev sekretær i Danske Kancelli 29. september 1719, hvilket han var til 19. august 1746, blev assessor i Højesteret 20. oktober 1722, assessor i Kancelliet 11. december 1730 og konferensråd 11. oktober 1752. Han døde året efter.
Han blev gift 1735 med Bodil Cathrine From (død 1760), som i første ægteskab havde været gift med Bertel Wichmand (1677-1732), og som var mor til Jørgen Wichfeld.
Han er begravet i Roskilde.